# Dareton
Dareton is een plaats in de Australische deelstaat New South Wales en telt 567 inwoners (2006).